# Hrubieszowska Kolej Dojazdowa

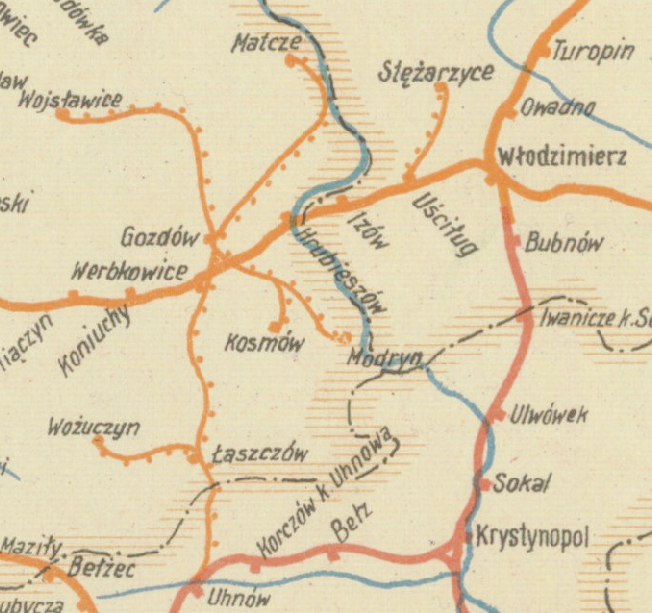
Hrubieszowska kolej wąskotorowa na mapie z 1930 r.

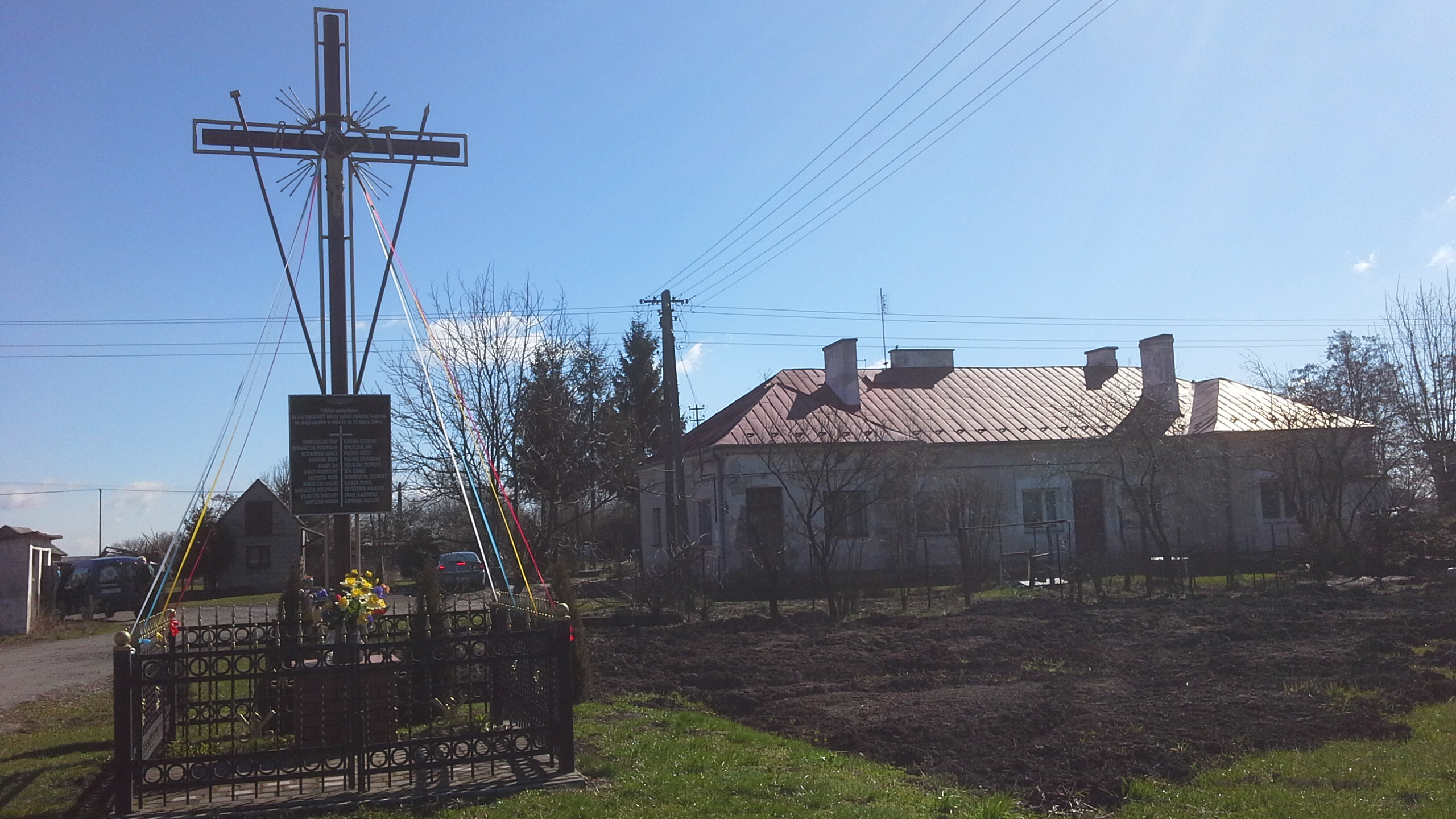
Dawna stacja kolei w Gozdowie oraz pomnik kolejarzy, którzy zostali na niej zamordowani przez UPA

Hrubieszowska Kolej Dojazdowa (w skrócie HKD) – nazwa sieci kolei wąskotorowych istniejących na terenie powiatów hrubieszowskiego, tomaszowskiego, chełmskiego i zamojskiego w XX wieku.

## Historia
Początek sieci dał kilkukilometrowy odcinek Poturzyn – Kryłów otwarty w 1901 r., wówczas jeszcze kolejki konnej (o rozstawie 750 mm), dowożącej z cukrowni w Poturzynie cukier do portu rzecznego w Kryłowie i dalej rzekę Bug, do klientów. W 1902 r. cukrownia w Mirczu wybudowała linie do Wronowic o długości 14 km i do Modryńca, natomiast w tym samym roku cukrownia Nieledew linię do Mojsławic. W późniejszych latach do 1913 cukrownia Nieledew wybudowała linie przez Trzeszczany do Mołodiatycz  do oraz do położonych nad rzeką Huczwą Podhorzec, a także odcinek Werbkowice – Kosmów i odnogę do linii Mircze – Wronowice. Kolej przewoziła cukier pomiędzy cukrowniami i składami oraz buraki cukrowe, masowo kontraktowane przez okolicznych rolników.
Podczas I wojny światowej wycofujące się rosyjskie wojska rozebrały odcinki Werbkowice – Kosmów i Mircze – Wronowice. Po zajęciu terenu przez wojska państw centralnych zostały wybudowane między sierpniem i październikiem 1915 r. przez niemieckie jednostki wojskowe z wykorzystaniem miejscowych chłopów linie Uhnów – Hrubieszów oraz odnogi zachowanej kolei cukrowni Nieledew: Mołodiatycze – Grabowiec – Miączyn – Zamość i Nieledew – Hrubieszów – Wygadanka – Uściług – Włodzimierz Wołyński. W 1916 linie zostały przejęte przez zarząd austriacki, pod którym kolej została ulepszona i przebudowana z wykorzystaniem materiałów przechowywanych w forcie w Bakończycach należącego do Twierdzy Przemyśl i szyn wykonanych w zakładzie w Diósgyőr (obecnie dzielnica Miszkolca) do charakterystycznego dla Austro-Węgier rozstaw torów 760 mm. Zbudowano wtedy nowe odcinki: Gozdów – Nieledew, Hrubieszów – Horodło – Uściług – Włodzimierz z odnogą Horodło – Czerniawka, Nieledew – Wojsławice, Łaszczów – Wożuczyn. Pod zarządem niemieckim i austriackim linie HKD służyły wyłącznie do celów militarnych. Dopiero 11 października 1917 r. zostały udostępnione pasażerom. Po wybudowaniu w 1917 r. linii normalnotorowej Zamość – Hrubieszów 15 lutego 1918 zamknięto, a następnie rozebrano odcinki Trzeszczany – Grabowiec – Miączyn – Zamość i Nieledew – Hrubieszów – Wygadanka – Uściług – Włodzimierz. Według niektórych źródeł istniały również inne koleje polowe zbudowane na czas działań wojennych i zdemontowane po ich zakończeniu, wśród nich Hrubieszów – Mircze, Hrubieszów – Małków – Dołhobyczów – Poturzyn – Bełz, Małków – Kryłów – Włodzimierz, Nieledew – Terebiń – Łaszczów – Pieniany – Uhnów, brak jednak dokładniejszych danych na ich temat.
W 1918 r. sieć kolei przeszła pod administrację polską. Wykonano wówczas szereg inwestycji. Zbudowano siedzibę zarządu HKD oraz wieżę wodną w Hrubieszowie, budynki dworców w Werbkowicach, Turkowicach, Łaszczowie i Gozdowie, odbudowano linię Werbkowice – Kosmów (w latach 1922–1928), wybudowano linie Dziekanów – Matcze – Strzelce oraz gospodarcze kolejki do posiadłości rolnych odchodzące od linii normalnotorowej Koniuchy – Honiatycze, Miączyn – Dub i Cześniki – Horyszów (zlikwidowane po II wojnie światowej). Jednocześnie zlikwidowano odcinki Szpikołosy – Włodzimierz Wołyński i Horodło – Czerniawka w dniu 1 listopada 1925. Wymieniono również prowizoryczne drewniane mosty na mocne stalowe konstrukcje. Istniały też plany budowy linii Wojsławice – Chełm i Dziekanów – Strzyżów.
Pod koniec dwudziestolecia międzywojennego sieć kolei wąskotorowej wyglądała następująco: istniał odcinek główny Hrubieszów – Gozdów – Werbkowice – Łaszczów – Uhnów (wykorzystywany w ruchu pasażerskim i towarowym), od którego odchodziły linie Wojsławice – Gozdów (wykorzystywany w ruchu pasażerskim i towarowym), Dziekanów – Matcze – Strzelce (wykorzystywany w ruchu towarowym), Werbkowice – Kosmów (wykorzystywany w ruchu towarowym) i Łaszczów – Wożuczyn (wykorzystywany w ruchu pasażerskim i towarowym). Niesprzężony z siecią pozostał odcinek Poturzyn – Kryłów.

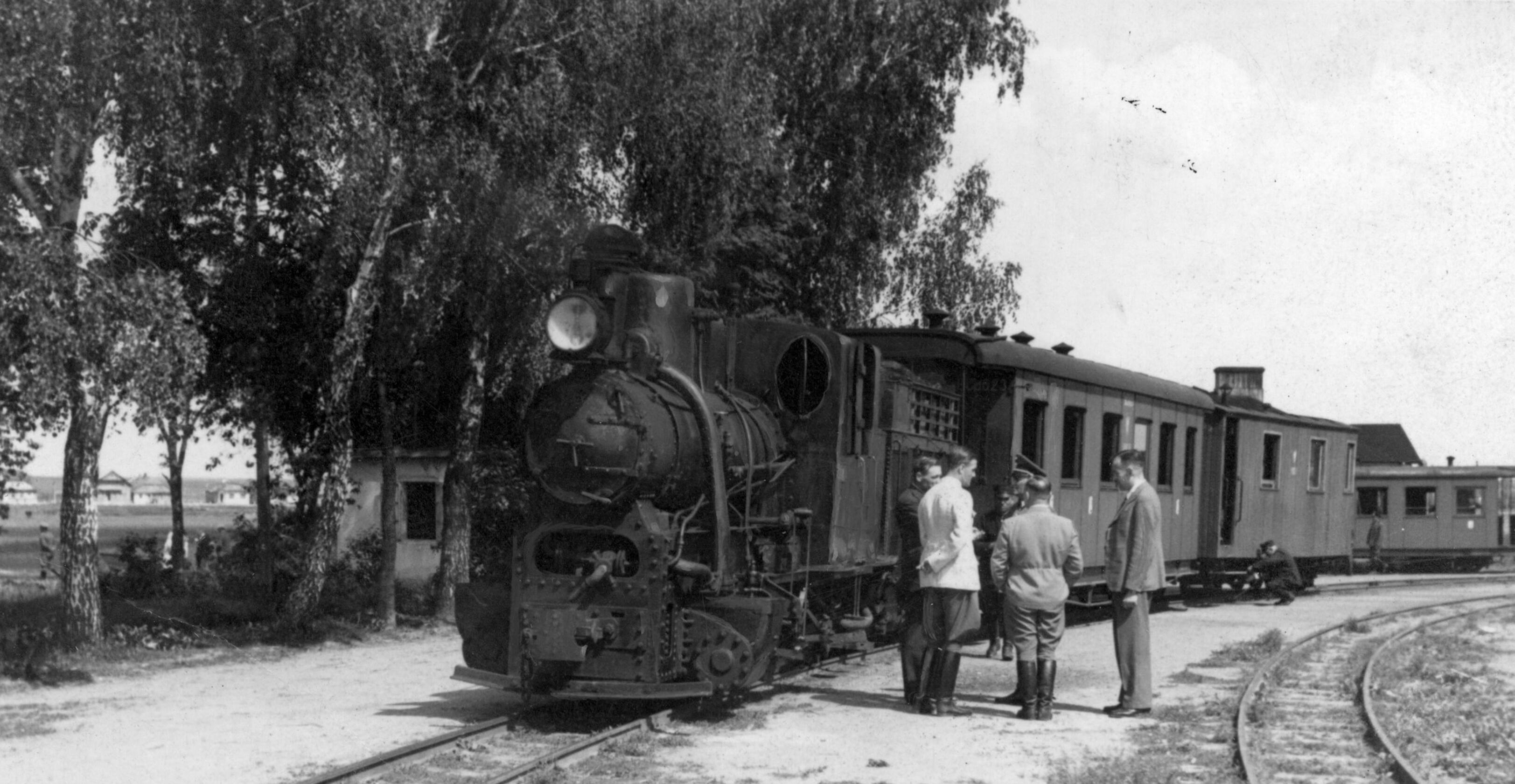
Kolejka wąskotorowa Werbkowice-Uhnów, 1939–1944

W latach 1939–1944 linie HKD były pod administracją niemiecką i nosiły nazwę „Schmalspurbahn Hrubieszów”. W 1941 r. wybudowano odcinek Dziekanów – Strzyżów. Odcinek Poturzyn – Kryłów uzyskał połączenie z główną siecią przez budowę odcinków Łaszczów – Poturzyn i Kosmów – Kryłów. 15 marca 1944 r. doszło do tragedii – na teren stacji w Gozdowie wtargnęli upowcy i zabili kilkunastu kolejarzy. W sytuacji zagrożenia, ruch na kolei zamarł na kilka miesięcy. Krótko po II wojnie światowej rozebrano odcinek Wojsławice – Uchanie, a odcinki Witków – Kryłów i Kryłów – Kosmów zostały rozebrane w 1949 r. W 1951 roku wskutek wymiany terenów przygranicznych główny szlak kolejowy został skrócony do wsi Byków (obecnie Magdalenka).
W latach 50. XX wieku doszło do największej w historii HKD inwestycji – wymieniono rozstaw torów z obowiązującego w zaborze austriackim 760 na 750 mm oraz przeniesiono zaplecze techniczne z Gozdowa do Werbkowic, gdzie w 1963 została otwarta nowoczesna cukrownia. Jednak w późniejszym okresie, z powodu rozwoju transportu samochodowego, a co za tym idzie zmniejszania się liczby przewozów kolejowych, zaprzestano budowy nowych odcinków, zaprzestano modernizacji, a co więcej kolej powoli zaczęto likwidować. W 1958 r. zlikwidowano i rozebrano odcinek Strzelce – Matcze, a w 1970 r. odcinek Werbkowice – Kosmów. Stopniowo ograniczano także ruch pasażerski. 1 stycznia 1985 r. zamknięto i przeznaczono do rozbiórki odcinki Werbkowice – Byków, Łaszczów – Wożuczyn i Łaszczów – Witków, po śladzie których zbudowano w latach 1987–1988 linię normalnotorową prowadzącą z Werbkowic do planowanej cukrowni w Tyszowcach, jednakże cukrownia ostatecznie nie powstała, a linię kolejową rozebrano w latach 2000–2001.
Na przełomie lat 80. i 90. podjęto decyzję o całkowitej likwidacji Hrubieszowskiej Kolei Dojazdowej z powodu nierentowności, a także zniszczonego taboru i braku środków na jego naprawę. Wobec tego 28 kwietnia 1989 r. zamknięto odcinki Gozdów – Nieledew i Szpikołosy – Matcze, 8 maja 1991 r. zawieszono ruch na ostatnich czynnych odcinkach Werbkowice – Hrubieszów – Strzyżów, Gozdów – Nieledew oraz Dziekanów – Szpikołosy, natomiast już 17 maja postanowiono je zlikwidować całkowicie, niedługo potem rozpoczęto rozbiórkę torów. Przedstawicielom Towarzystwa Miłośników Kolei, 27 listopada 1992 r. udało się odcinek kolei Hrubieszów – Werbkowice wraz z układem przestrzennym wpisać na listę zabytków (nr A/502). 12 lipca 1993 grupa miłośników kolei zorganizowała specjalny przejazd na trasie Hrubieszów – Werbkowice. We wrześniu 1993 rozebrano odcinek Dziekanów – Husynne, a następnie Hrubieszów – Dziekanów. Resztki taboru znajdujące się na stacji Hrubieszów Wąskotorowy w składzie lokomotywa Lxd2–335 i wagon silnikowy Dkd – 603 zostały przetransportowane do Werbkowic 16 października 1993 r. (ostatecznie trafiły do Przeworska), co do dziś pozostaje ostatnim przejazdem pociągu po torach HKD. Od tego czasu tory zarosły dziką roślinnością, zaś budynki oraz sprzęt kolejowy zostały zniszczone lub przeznaczone do innych celów, np. budynek dworca w Hrubieszowie przebudowano na blok mieszkalny, rozebrano też wieżę ciśnień w Gozdowie pomimo interwencji konserwatora zabytków. W 2009 PKP S.A. wyburzyło część zabudowań na stacji Werbkowice, natomiast na przełomie lat 00. i 10. XXI wieku doszło do kradzieży szyn i przewodów telekomunikacyjnych na odcinku Gozdów – Werbkowice, co doprowadziło do jego faktycznego zniknięcia.
Obecnie linię Hrubieszów – Werbkowice zamierza się reaktywować z przeznaczeniem dla ruchu turystycznego oraz utworzyć na jej terenie Muzeum Kolei Wąskotorowej.

## Linie
Stan na 31 grudnia 1984. Numeracja linii zgodnie z danymi PKP. Kursywą zaznaczono historyczny przebieg danej linii.
| km                                              | Nazwa stacji           |
| Linia nr 1018 Werbkowice Wąskotorowe – Strzyżów |                        |
| 0,0                                             | Werbkowice             |
| 4,75                                            | Gozdów                 |
| 8,5                                             | Brodzica               |
| 11,85                                           | Hrubieszów Wąskotorowy |
| 16,03                                           | Dziekanów              |
| 18,17                                           | Moroczyn               |
| 20,74                                           | Husynne                |
| 24,87                                           | Strzyżów               |
| Strona kolej.one.pl                             |                        |

| km                                           | Nazwa stacji       |
| Linia nr 1083 Werbkowice Wąskotorowe – Byków |                    |
| 0,0                                          | Werbkowice         |
| 4,94                                         | Malice             |
| 7,35                                         | Wronowice          |
| 10,47                                        | Turkowice          |
| 12,13                                        | Turkowice (zakład) |
| 14,95                                        | Tyszowce           |
| 19,89                                        | Tuczapy            |
| 23,58                                        | Dobużek            |
| 28,85                                        | Łaszczów           |
| 36,42                                        | Rokitno            |
| 41,62                                        | Ulhówek            |
| 44,15                                        | Tarnoszyn          |
| 45,69                                        | Byków              |
| 48,90                                        | granica państwa    |
| 52,20                                        | Uhnów              |
| Strona kolej.one.pl                          |                    |

| km                                | Nazwa stacji      |
| Linia nr 1084 Łaszczów – Wożuczyn |                   |
| 0,0                               | Łaszczów          |
| 4,25                              | Wólka Pukarzowska |
| 7,61                              | Grodysławice      |
| 11,55                             | Wożuczyn          |
| Strona kolej.one.pl               |                   |

| km                              | Nazwa stacji |
| Linia nr 1085 Łaszczów – Witków |              |
| 0,0                             | Łaszczów     |
| 7,81                            | Telatyn      |
| 14,28                           | Wasylów      |
| 17,84                           | Poturzyn     |
| 22,62                           | Witków       |
| Strona kolej.one.pl             |              |

| km                             | Nazwa stacji |
| Linia nr 1086 Gozdów – Uchanie |              |
| 0,0                            | Gozdów       |
| 5,64                           | Leopoldów    |
| 7,75                           | Trzeszczany  |
| 10,5                           | Nieledew     |
| 18,55                          | Teratyn      |
| 25,32                          | Uchanie      |
| 30,03                          | Feliksów     |
| 35,39                          | Wojsławice   |
| Strona kolej.one.pl            |              |

| km                               | Nazwa stacji |
| Linia nr 1087 Dziekanów – Matcze |              |
| 0,0                              | Dziekanów    |
| 3,45                             | Szpikołosy   |
| 12,45                            | Matcze       |
| Strona kolej.one.pl              |              |

## Ruch pasażerski
Na podstawie Sieciowego Rozkładu Jazdy PKP.
- 1917–1918 Włodzimierz – Uhnów
- 1918–1925 Uściług – Uhnów
- 1925–1927 Hrubieszów – Uhnów
- 1927–1934 Hrubieszów – Uhnów, Gozdów – Wojsławice, Łaszczów – Wożuczyn
- 1934–1937 Hrubieszów – Uhnów
- 1937–1941 Hrubieszów – Uhnów, Łaszczów – Wożuczyn
- 1941–1945 Strzyżów – Uhnów, Łaszczów – Wożuczyn
- 1945–1948 Strzyżów – Uhnów, Dziekanów – Matcze, Łaszczów – Wożuczyn
- 1948–1951 Strzyżów – Uhnów, Gozdów – Uchanie, Łaszczów – Wożuczyn
- 1951–1962 Strzyżów – Byków, Gozdów – Uchanie, Łaszczów – Wożuczyn
- 1962–1971 Strzyżów – Byków
- 1971–1985 Strzyżów – Łaszczów
- 1985–1990 Strzyżów – Werbkowice